# Bankiet (album)
Bankiet – album koncertowy Jacka Kaczmarskiego wydany w 1992 roku przez Pomaton EMI. Na ten album składają się piosenki śpiewane w okolicznościach „nieoficjalnych”, towarzyskich. Jacek Kaczmarski sięgnął nie tylko do własnego repertuaru, ale także do piosenek Włodzimierza Wysockiego i Stanisława Staszewskiego, którego był pierwszym popularyzatorem.
Zarejestrowany został w kwietniu 1992 roku podczas recitalu w klubie „Riviera-Remont” w Warszawie.

„Bankiet” zazwyczaj odbywa się po koncercie. Bankietowicze domagają się od artysty „czegoś na bis”, w atmosferze rozluźnionej spod znaku Erosa i Bachusa. „Obławy” i „Epitafia” nie bardzo pasują do brzęku kielichów i zalotnych spojrzeń do coraz swobodniejszego języka, wymienianych poglądów na wszystko i wszystkich. Stąd osobny repertuar na takie okazje, częściowo zapożyczony, częściowo własny, przy którym zapomina się o wielkich sprawach na tyle istotnych, że płaci się nazajutrz bólem głowy i wyrzutami sumienia.

## Twórcy
- Jacek Kaczmarski – śpiew, gitara

Słowa:
- Jacek Kaczmarski – 1, 2, 3, 5-9, 11, 16, 17
- Stanisław Staszewski – 12-15
- Jurij Wizbor tłum. J. Kaczmarski – 2
- Włodzimierz Wysocki tłum. J. Kaczmarski – 4
- Jacques Brel tłum. J. Kaczmarski – 10

Muzyka:
- Jacek Kaczmarski – 1, 2, 3, 5, 6, 7, 9, 10, 11, 16, 17
- Włodzimierz Wysocki – 4
- Stanisław Staszewski – 12-15
- Bob Dylan – 8

## Lista utworów[1]
1. „Hymn wieczoru kawalerskiego, czyli żale polonistycznych degeneratów” (06:26)
2. „Spotkanie w porcie” (03:10)
3. „Ballada o ubocznych skutkach alkoholizmu” (03:32)
4. „Wydarzenie w knajpie” (02:09)
5. „Rondo, czyli piosenka o kacu-gigancie” (02:24)[a]
6. „Limeryki o narodach” (09:03)
7. „Bankiet” (03:45)
8. „Bob Dylan” (04:40)[b]
9. „Wędrówka z cieniem” (03:22)[c]
10. „Pijak” (04:52)
11. „Pijany poeta” (01:33)
12. „Baranek” (05:10)
13. „Inżynierowie z Petrobudowy” (03:01)
14. „Bal kreślarzy” (02:51)
15. „Celina” (03:16)
16. „Świadectwo” (02:26)
17. „Ballada żebracza” (04:58)[d]

## Wydania[1]
- 1992 – Pomaton EMI (kaseta, nr kat. POM 051)
- 2002 – Płyta wydana w albumie dwupłytowym (wraz z Głupim Jasiem) przez Pomaton EMI (CD, nr kat. 5414832). O 3 utwory więcej niż na kasecie (Limeryki o narodach, Świadectwo, Ballada żebracza).
- 2004 – Album włączony do Syna marnotrawnego – zestawu 22 płyt wydanego przez Pomaton EMI.
- 2007 – Album włączony do Arki Noego – zestawu 37 płyt wydanego przez Pomaton EMI.
- 2010 – Płyta wydana w ramach czteropłytowego zestawu Kolekcja 20-lecia Pomatonu przez Warner Music Poland (nr kat. 65899700)